# بریجپورت (کانزاس)
بریجپورت (به انگلیسی: Bridgeport) یک منطقهٔ مسکونی در ایالات متحده آمریکا است که در شهرستان سالین، کانزاس واقع شده‌است. بریجپورت ۳۹۶٫۸۵ متر بالاتر از سطح دریا واقع شده‌است.